# Aboiteau

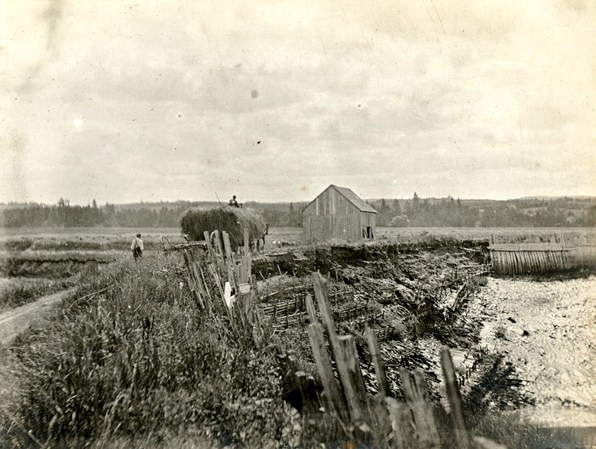
Un aboiteau à Grand-Pré en 1907.

Un aboiteau est une sorte de digue construite par les Acadiens pour leur permettre de cultiver des terres gagnées sur la mer ou les fleuves.

## Technique

Fonctionnement d'un aboiteau.

L'aboiteau permet d'empêcher la mer d'envahir les terres à marée haute tout en évacuant à marée basse les eaux d'écoulement provenant de la pluie et de la fonte des neiges. Ainsi, les terres récupérées sont peu à peu débarrassées de leur teneur en sel. C'est pourquoi les Acadiens entourent leurs terres de digues qui canalisent l'eau et l'amènent au conduit d'évacuation qui est muni d'un clapet mobile se fermant automatiquement à marée haute et s'ouvrant à marée basse.

## Origine poitevine et hollandaise
Ce principe de fonctionnement existe déjà dans d'autres parties du monde, et notamment dans la région du Centre-Ouest de la France, en particulier le Marais poitevin, qui a été travaillé à la fin du XVIe siècle et au XVIIe par des ingénieurs hollandais (Humphrey Bradley), appelés par Sully, qui ont asséché une grande partie du « marais humide ». La technique des retenues à clapet était alors connue dans cette région d'où viennent principalement les Acadiens, mais l'aboiteau est une évolution particulière de ce système qui a pris en compte les particularités de l'Acadie ou du Québec : un climat rigoureux et des marées parmi les plus fortes au monde.

### Données maritimes
La production agricole des aboiteaux n'est pas possible sans la maîtrise des données maritimes avant la construction : dans les zones à très fort marnage, les maxima ne sont atteints que quelques jours par cycle en période de vives-eaux. En revanche, pendant plusieurs jours consécutifs, les mortes-eaux laissent la partie supérieure de l'estran ou batture à découvert, là où l'aboiteau sera établi. Selon la hauteur de la digue retenue, il est donc possible de travailler sur le terrain plusieurs jours (et nuits) de suite les pieds au sec. Comme le suggère le tableau comparatif, cette caractéristique est toute malouine, région des plus forts marnages d'Europe ayant fourni nombre de colons à la Nouvelle-France. Contrainte : effectuer les travaux ne pouvant être inondés que dans la ± dizaine de jours disponibles.

### Compétences artisanales complémentaires
Ce calcul effectué, toutes les compétences artisanales de la petite colonie sont mises à profit : le Briéron recherche les mortas susceptibles de servir d'assise à la digue; le Vendéen ou Poitevin gère les rigoles de drainage; l'ancien militaire, sapeur ou mineur, détermine la structure de la digue : tous les bras valides du village creusent, transportent, édifient à simples pelles, pioches et brouettes, parfois quelques carioles. Un modèle grandeur nature au Lieu historique national de Grand-Pré montre cette activité fébrile.

### Une gestion collective
Quoique collectif, le travail commun aux aboiteaux n'a rien à voir avec le servage - en voie de disparition - ni la corvée. Bien que ce soit ce même terme que les Acadiens auraient utilisé, cette « prestation de travail manuel fait collectivement, volontairement et gratuitement » (Glossaire du parler français au Canada (p. 231) constitue une véritable ébauche - momentanée pour la construction, durable pour l'entretien et la réparation - des entreprises coopératives. La moindre brèche dans la digue gâte « toute la pré » (comme dis(ai)ent les Acadiens) pour longtemps. Un système de surveillance s'impose avec des règles de réparation strictes.
Outre certaines considérations sociologiques et linguistiques, un film de Roger Blais, produit par l'ONF en 1955, Les aboiteaux, évoque la plupart des aspects relatifs au sujet.

### Archéologie
Nombre d'aboiteaux encore en usage aujourd'hui ont été érigés par les premiers colons acadiens avant la Déportation ou Grand dérangement. À ce titre, ils ont une réelle valeur patrimoniale.
L'Université francophone de Moncton consacre une exposition permanente sur l'Aboiteau. On y trouve une dalle d'aboiteau faisant « à l'origine plus de 12 m de long » et datant de 1689.

## L'adaptation en Louisiane
En 1764, le gouvernement espagnol récupère la Louisiane par le traité de Paris, mettant fin à la guerre de Sept Ans. Il voit s'installer progressivement plusieurs colonies chassées de Nouvelle-Écosse par la déportation des Acadiens. Constatant leur aisance à assécher les terres humides, il décide en 1785 de convaincre quelque 1 598 d'entre eux, dont environ 200 venant de Belle-Île-en-Mer, de s'installer,[source insuffisante]. Ils arrivèrent vite à produire des récoltes louisianaises : maïs, coton et riz.

## Usage
L'Acadie du XVIIe siècle est presque entièrement recouverte par la forêt. Or, les terres gagnées sur la forêt ont toujours un rendement agricole médiocre. Les Acadiens décident alors de cultiver les rivages en bord de mer et au bord des fleuves côtiers qui sont quotidiennement soumis au flux et au reflux. Les étendues récupérées ne sont pas immédiatement productives car la teneur en sel doit d'abord baisser, ce qui demande plusieurs années. Toutefois, des herbes sauvages poussant très rapidement sur les terres à peine asséchées, ces surfaces servent presque aussitôt de pâturage en attendant la mise en culture effective.
Grâce aux aboiteaux, les Acadiens possèdent des terres dont le rendement est estimé à cinq fois celui d'une terre défrichée sur la forêt. L'Acadie se couvre alors d'une quantité si importante d'aboiteaux que ceux-ci en sont devenus un des symboles, donnant aux Acadiens le surnom de « défricheurs d’eau ».
Les aboiteaux offrent un autre avantage : contrairement aux autres colons, les Acadiens ne défrichent pas la forêt. Ils ne s'attaquaient donc pas à la terre-mère nourricière sacrée des premières nations et évitent ainsi nombre de confrontations funestes ailleurs.
Ce type d'agriculture possède néanmoins ses inconvénients car les levées de terre demandent un entretien quotidien, des dégâts doivent être réparés à chaque tempête ou forte marée, et une révision annuelle est nécessaire à chaque sortie d'hiver.

## Les aboiteaux aujourd'hui
Beaucoup d'aboiteaux sont encore en état, et certains sont même construits et utilisés jusque dans les années 1950, par exemple à Dugas. Il en reste toujours un peu partout en Acadie, ainsi que - récemment - dans la région de Kamouraska, au Québec. On distingue les aboiteaux marins (Beaubassin, Rivière-aux-Canards) et les aboiteaux fluviaux (Memramcook, Port-Royal).